# 巴勒斯坦国徽
巴勒斯坦国国徽取材类似其自治政府；巴勒斯坦民族权力机构的徽章，又类似于周边阿拉伯国家的国徽图案。目前尚为非正式国徽。采用金黄色与黑色的薩拉丁之鹰。其中心为一白边盾牌，上有竖挂的巴勒斯坦国旗的红、绿、白、黑四色，这些都是泛阿拉伯主义的代表颜色。鹰抓抓住弯匾，匾额上用巴勒斯坦国的官方语言阿拉伯语库法体书写通称国名：“巴勒斯坦”（阿拉伯語：فلسطين，转写：Filasṭīn）。巴勒斯坦国的政府旗上有国徽图案，具体为国徽下加一对阿拉伯式弯刀镶于国旗黑条左上方。

## 历代国徽
|                                        |                             |                       |
| 巴勒斯坦民族权力机构（1994年－2013年） | 巴勒斯坦自治政府（2013年—） | 巴勒斯坦国（1994年—） |

## 相似国徽
|            |          |        |        |
| 伊拉克国徽 | 埃及国徽 | 北也门 | 南也门 |